# Železniční trať Valšov–Rýmařov
Železniční trať Valšov - Rýmařov (v jízdním řádu pro cestující označená jako část tratě 310) je jednokolejná regionální trať vedoucí z Valšova do Rýmařova podél řeky Moravice a Podolského potoka. Provoz na této trati byl zahájen v roce 1878. V jízdních řádech do roku 2019 včetně, byla uváděna jako trať 311.

## Historie
První známý projekt železnice od firmy Thiel&Knoch pochází z roku 1869, znázornil 16 kilometrový úsek Rýmařov / Rešov / Valšovský Žleb / Dlouhá Loučka. Počítal s viaduktem a třemi tunely. Projekt se nerealizoval.[zdroj?]
Politický tlak zástupců okresu přinesl ovoce a stát se rozhodl projekt železnice z Valšova do Rýmařova zaplatit. 15. října 1878 vyrazil první vlak z Valšova do Rýmařova. [zdroj?]
V roce 1895 byl podán návrh na prodloužení trati do Staré Vsi, který se nerealizoval.[zdroj?]
Na přelomu 19. a 20. století  byla zveřejněna spousta plánů na prodloužení trati přes Janovice, Ferdinandov, Bedřichov a Rudoltice do Sobotína, kde by se trať spojila s tratí do Zábřehu. Nebo přes Dlouhou Loučku do Uničova. Všechny plány ale zůstaly pouze na papíře a Rýmařov zůstal konečnou stanicí.[zdroj?]
15. března 1932 vyjel na trať první motorový vůz M 120. Později se pro osobní dopravu používaly vozy M 131.1. Dodnes[kdy?] se pro osobní dopravu používají vozy 810.

## Navazující tratě

### Valšov
- Železniční trať Olomouc–Opava

## Stanice a zastávky

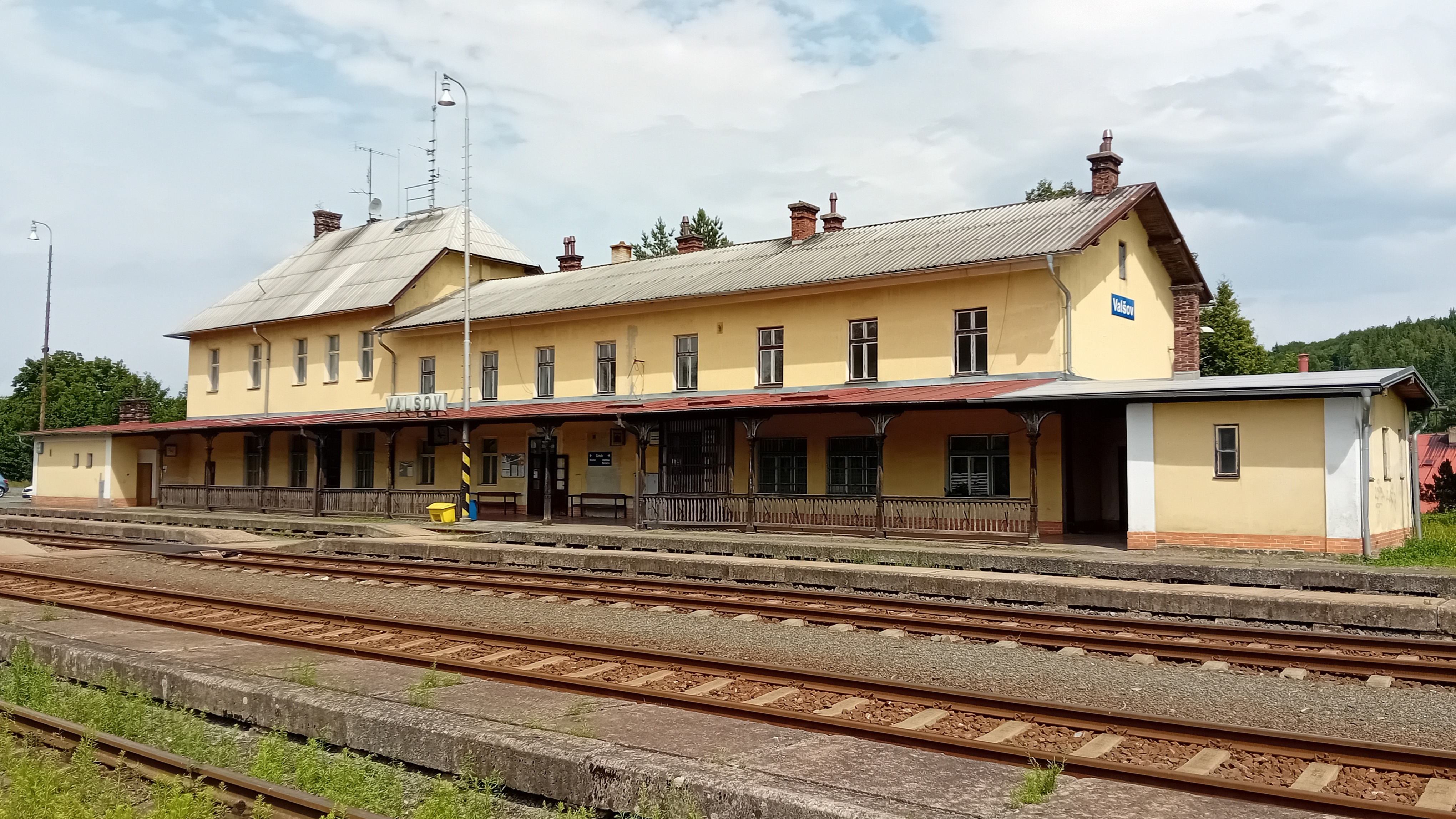
Valšov
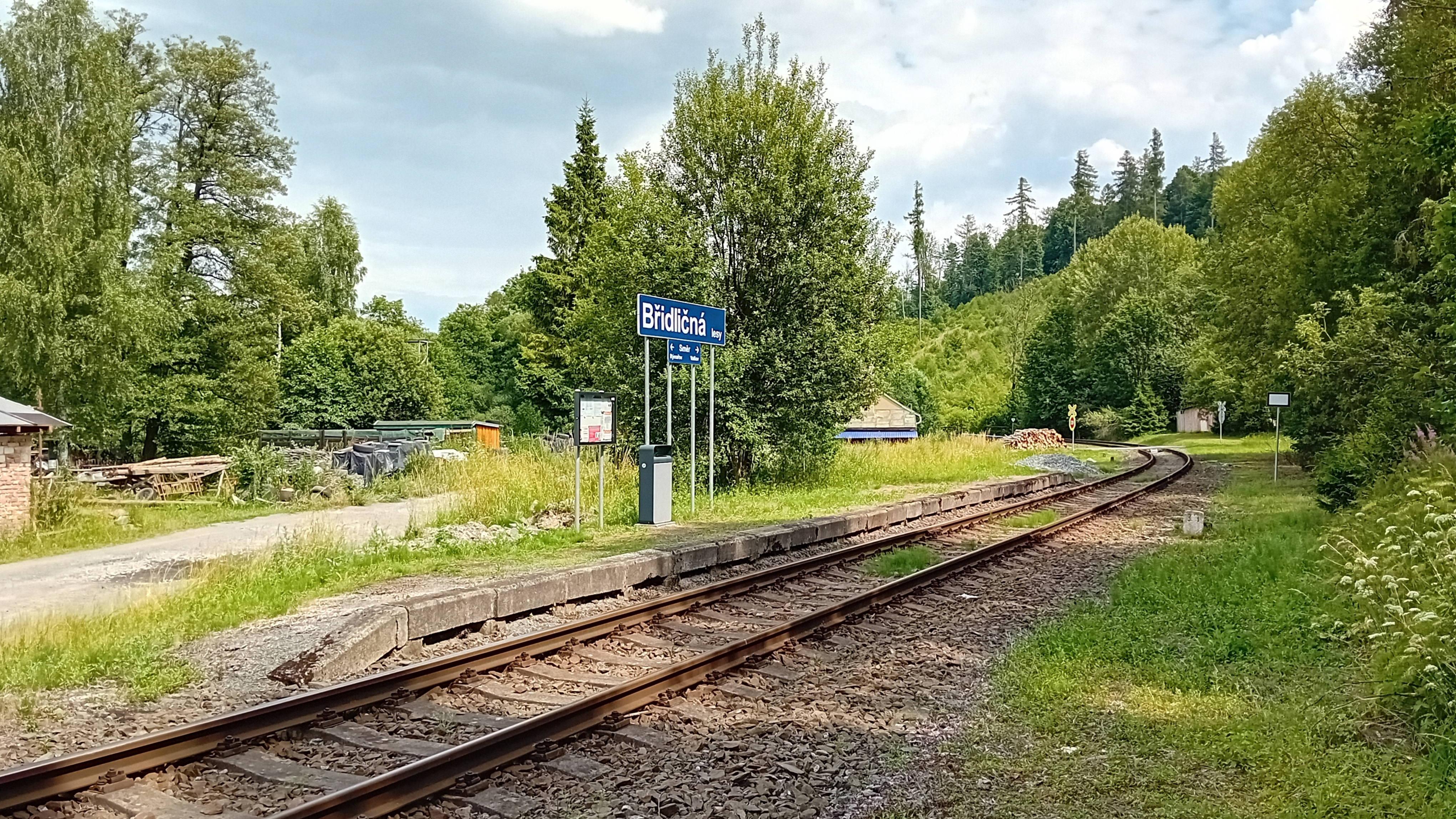
Břidličná lesy
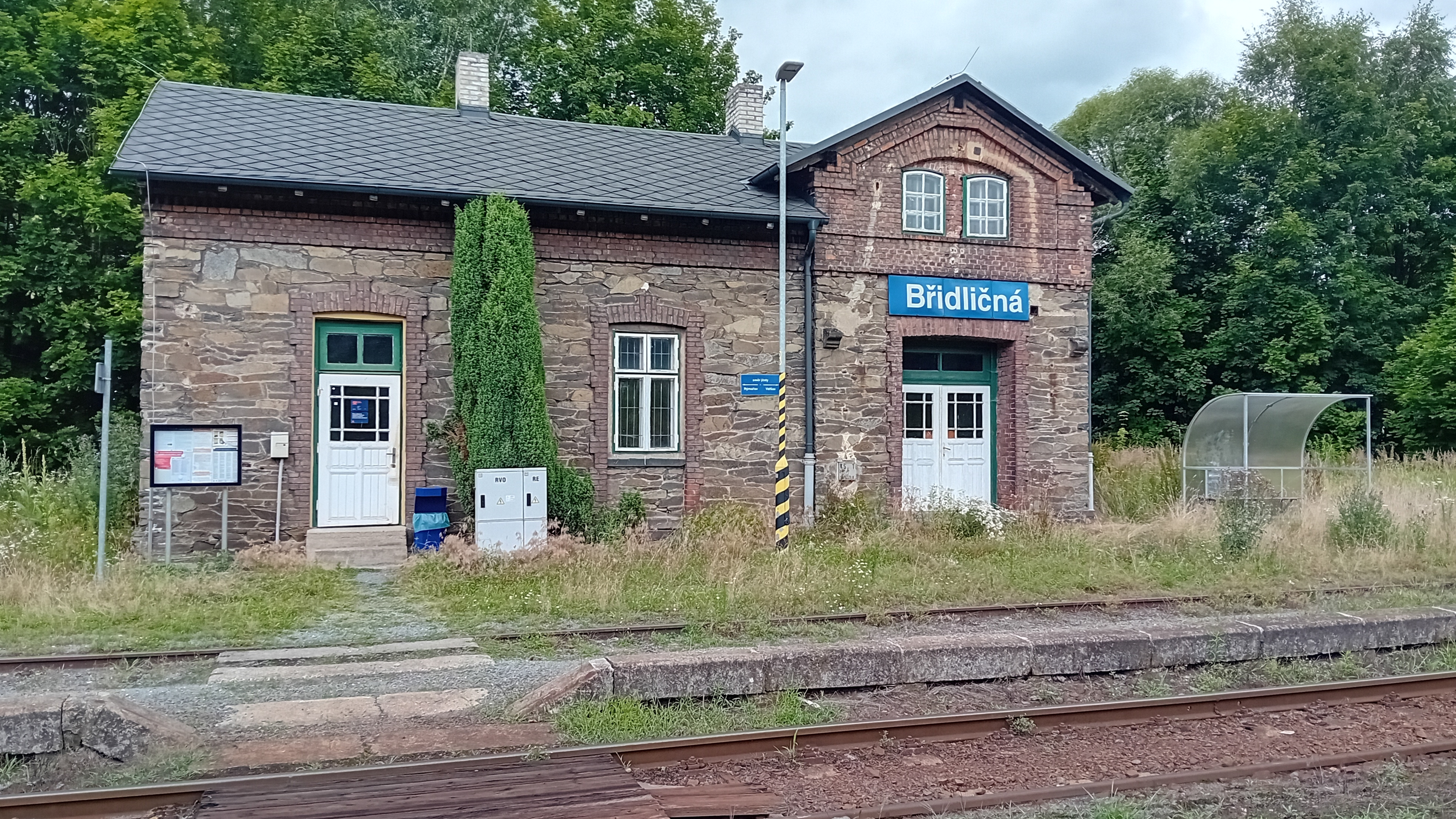
Břidličná
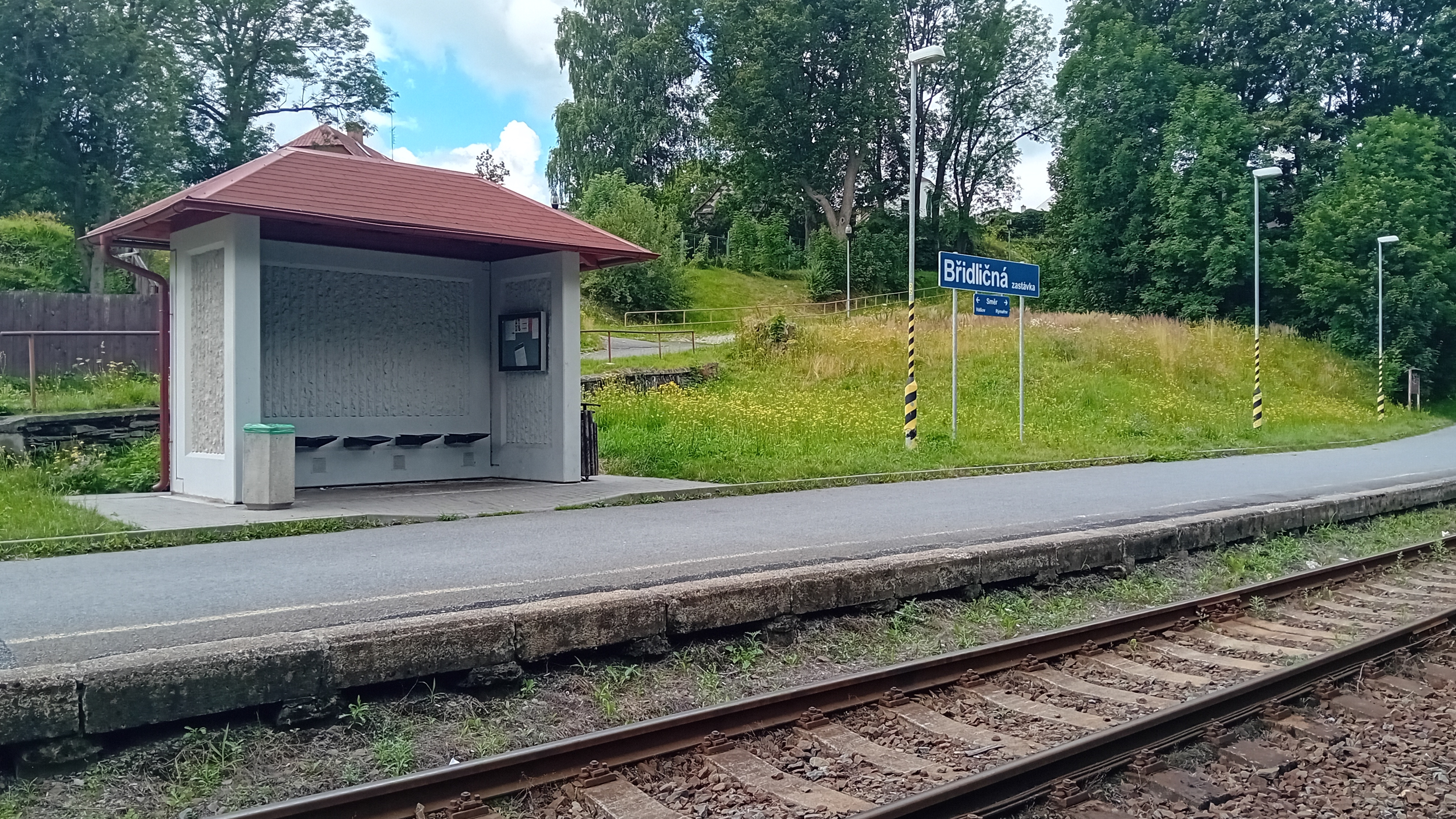
Břidličná zastávka
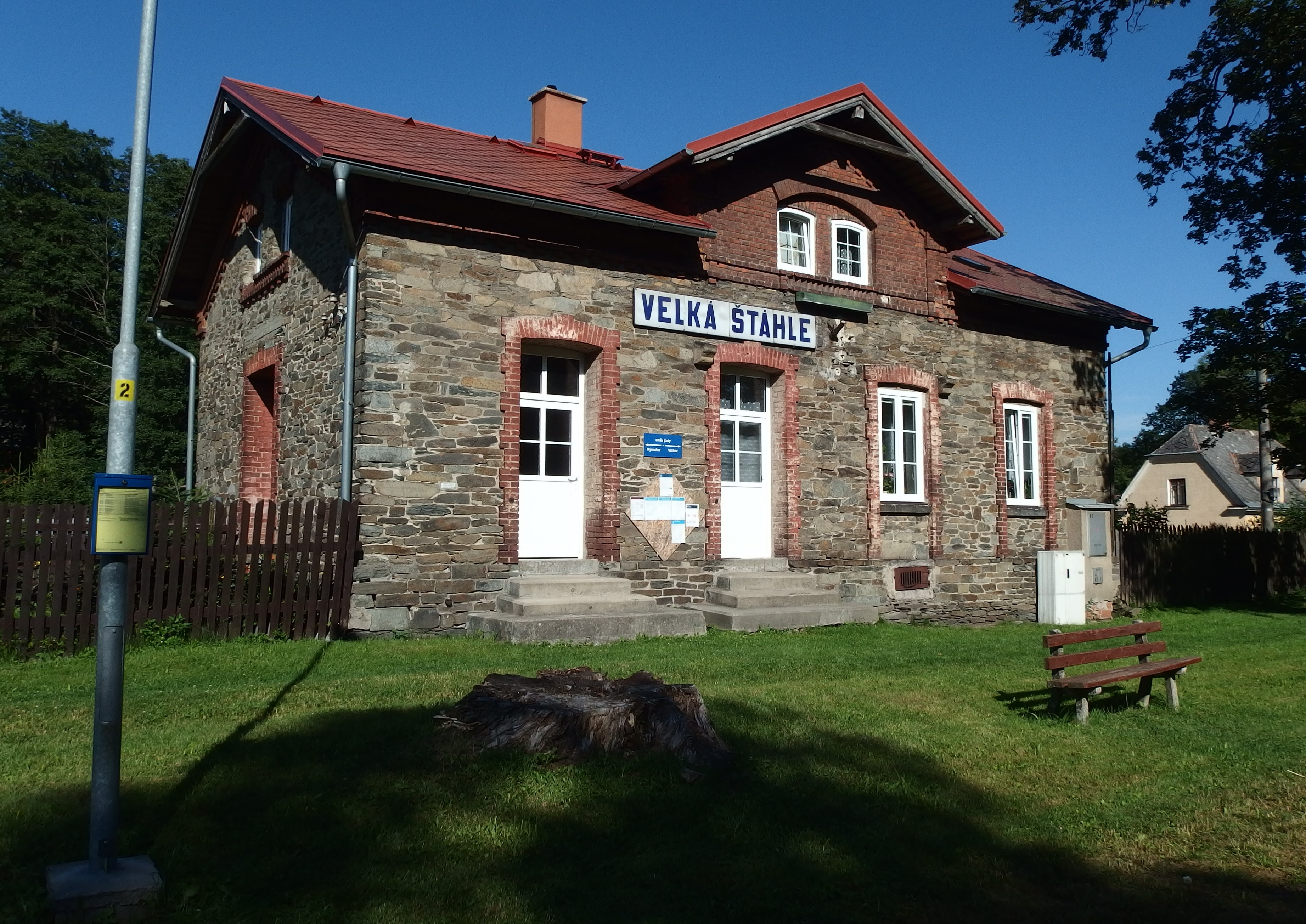
Velká Štáhle
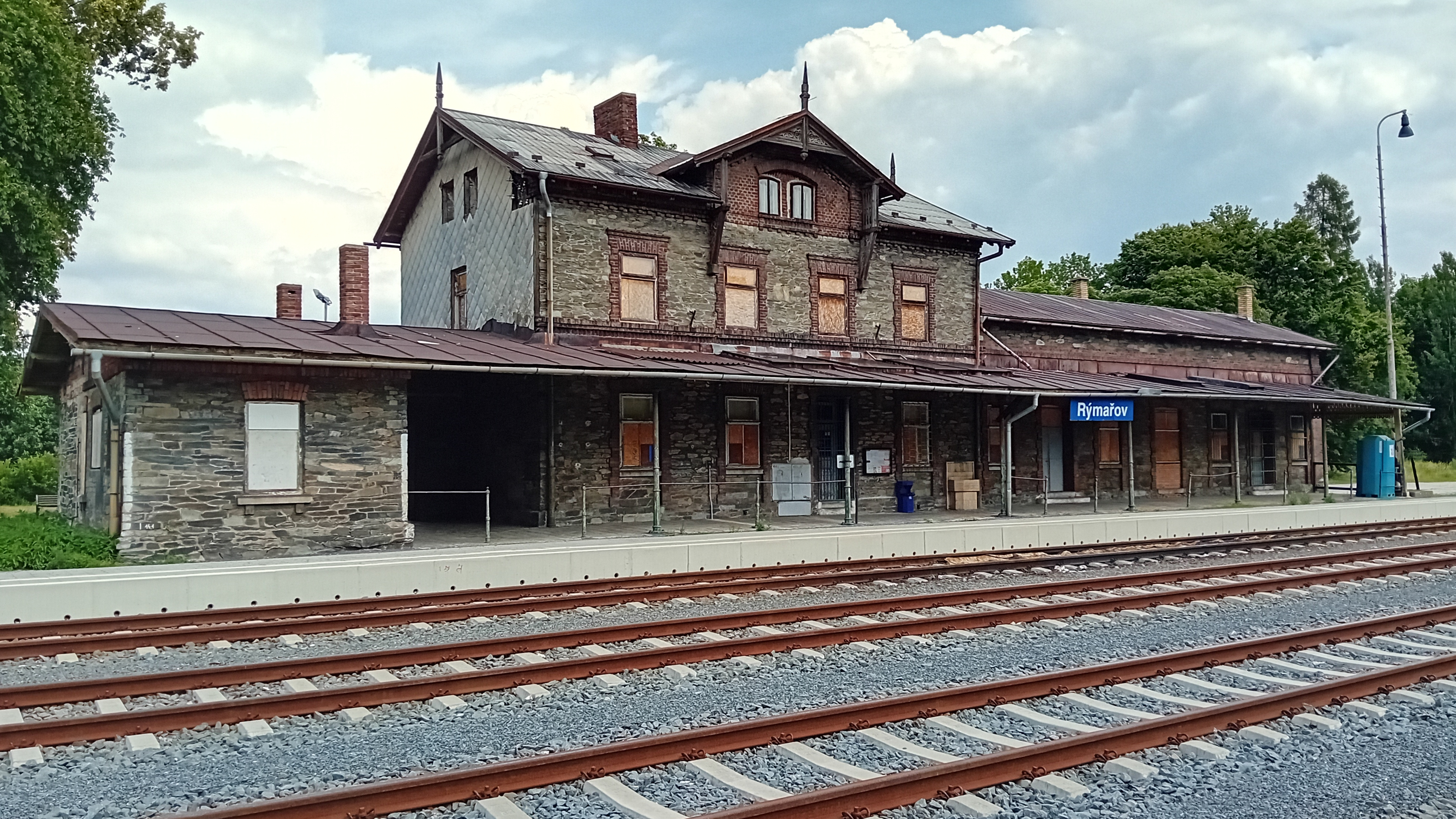
Rýmařov